# 太田時敏
太田 時敏（おおた ときとし）は、江戸時代後期の盛岡藩士。明治維新前の名前は太田練八郎。三本木新田御用掛。維新後は東京で洋品店を経営し、南部家の家令や岩手県下の郡長を務めた。

## 略歴
新渡戸傳の四男として生まれ、盛岡藩士の太田金五郎の養子となる。兄に新渡戸十次郎がおり、後にその子の新渡戸稲造を養子とした。
文久3年（1863年）には三本木新田御用掛を仰せ付けられる。
1868年の秋田戦争では、目付参謀として参加し、毛馬内館二の丸南側の御官所前で戦書を読み上げ、また大館城攻城戦では大館城東門に人やぐらを組み、大館城一番乗りを果たす。
維新後は東京で「時敏堂」という洋品店を経営。警視庁警部も務めた。教育の重要性を認識し、親が早世していた甥の新渡戸稲造を東京に呼び寄せ自らの養子として教育を施した。稲造は叔父の時敏を自著『武士道』のモデルとしており、同書の扉には時敏への献辞が書かれている。1915年1月18日に病気にかかり、見舞いに来た人もいたが、翌々日に死去。